# Rungholt
Rungholt fu una città della Frisia Settentrionale facente parte del ducato danese di Schleswig. L'area dove sorgeva la città fa parte della Germania. Rungholt fu completamente distrutta dalle onde di una tempesta che si abbatté sulla costa del Mare del Nord tra il 15 e il 16 gennaio 1362.

## Localizzazione

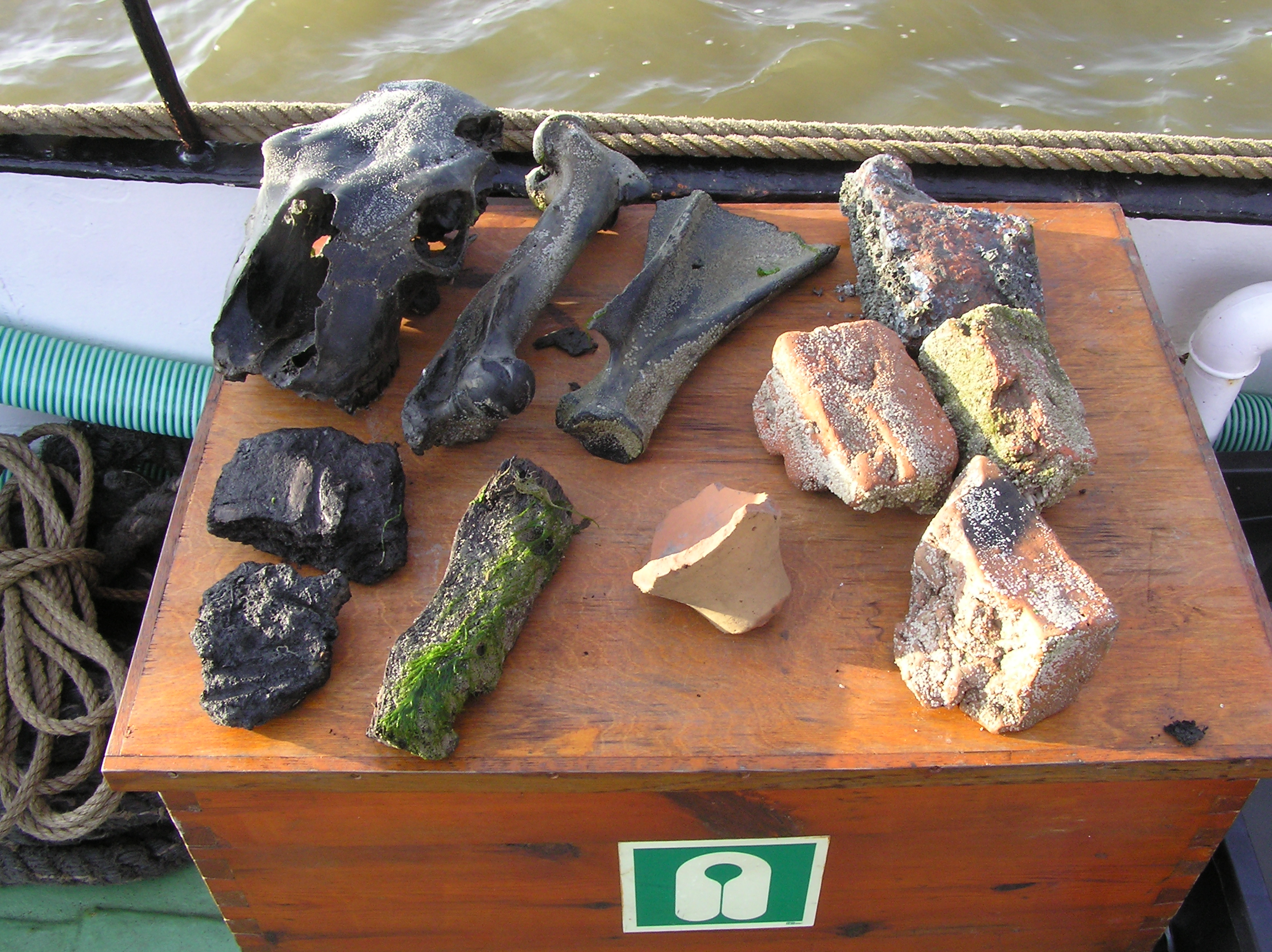
Ritrovamenti del Mare dei Wadden probabilmente provenienti da Rungholt

Nonostante l'esistenza di carte che ne riportano il toponimo, a causa della loro scarsa precisione, l'esatta localizzazione di Rungholt è incerta. Con molta probabilità era collocata sull'isola di Strand, la quale fu distrutta da un'altra tempesta nel 1634. Dell'isola ne rimangono oggi alcuni frammenti, ovvero le isole di Pellworm, Nordstrand, e l'hallig di Nordstrandischmoor.
Nonostante nell'area per 300 anni si fossero susseguiti ritrovamenti di vasi, utensili da cucina e suppellettili, nel tempo era stato espresso più di una volta il dubbio che la città fosse realmente esistita.
Particolarmente significativa è la carta redatta nel 1636 da Johannes Mejer, basata su una preesistente carta del 1240. Si hanno inoltre diverse testimonianze scritte relative a Rungholt. La prima è un testamento del 1345 che cita: Edemizherde parrochia Rungeholte judices consiliarij iurati Thedo bonisß cum heredibus. Altre fonti risalenti al 1355 registrano traffici mercantili tra un nostrum portum dell'Edomsharde (o Edomshaeret), la regione di Rungholt, e le città di Amburgo, Brema e la Contea delle Fiandre. Ancora, un documento datato 19 giugno 1361, ovvero sette mesi prima della distruzione della città, cita lo stesso porto dell'Edomsharde, (nos consules necnon tota communitas in Edomshert) dicendo che i privilegi mercantili concessi ai mercanti di Amburgo erano ritenuti validi fino al 1º maggio 1362.
I primi resti della città si sono iniziati a ritrovare solo nel XX secolo. Una delle possibili localizzazioni dei resti di Rungholt è a ovest dell'hallig di Südfall dove, a partire dal 1921, furono trovati da un agricoltore di Nordstrand, Andreas Busch, delle rovine significative tra cui due chiuse, diverse dighe, numerosi fossi, novanta pozzi e le tracce di ventinove terp, i cumuli di terra eretti sugli hallig per difendere gli edifici dalle alte maree.

## Storia

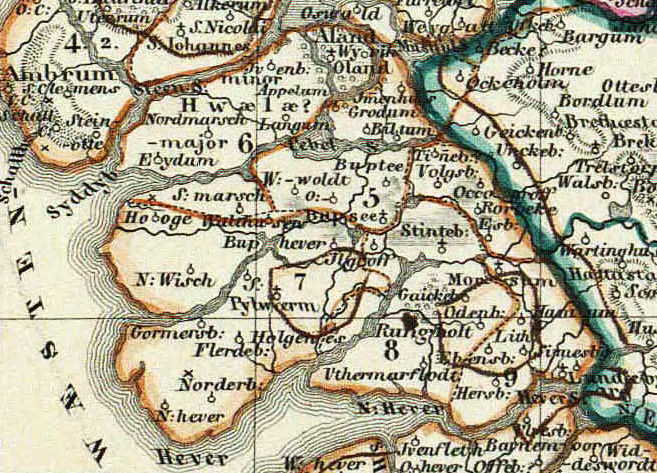
Rungholt e l'isola di Strand nel medioevo, in una carta del 1850

Nel XII secolo la zona a est di Pellworm era già abitata. Nel 1300, al centro dell'insediamento, esisteva una chiesa e nella regione diverse cappelle. L'economia era basata sull'agricoltura i cui prodotti venivano esportati fino alle Fiandre. Si ritiene che Rungholt avesse 500 edifici e contasse una popolazione di 3 000 abitanti.
Tra il 15 e il 16 gennaio 1362 il Mare del Nord fu investito da una tempesta che si rivelò più intensa sulle Isole Frisone Settentrionali. La forza della mareggiata si fece sentire in modo particolarmente violento sull'isola di Strand, distruggendo Rungholt che ne era la città principale e sette altre parrocchie.

## Leggende e presenza nei media
La storia di Rungholt è talmente avvolta nel mistero e nella leggenda che, talvolta, ci si riferisce alla città perduta come l'Atlantide del Mare del Nord.
La leggenda vuole che alcuni abitanti ubriachi di Rungholt costrinsero il parroco a bere con loro e per far ciò ad utilizzare il calice eucaristico. La tempesta che si abbatté sulla città sarebbe stata la punizione divina che avrebbe colpito gli abitanti della città per aver beffeggiato il ministro di Dio.
Una delle leggende locali narra che nelle notti tempestose, navigando nella zona, si possono udire le campane della chiesa di Rungholt.

### Rungholt nella letteratura
Rungholt è menzionata nella novella del 1871 Eine Halligfahrt scritta da Theodor Storm, nel poema del 1882 Trutz, Blanke Hans scritto da Detlev von Liliencron e nel romanzo del 1995 Faserland scritto da Christian Kracht.

### Rungholt nella musica
Nel 1977 il cantante Achim Reichel utilizzò le liriche del poema Trutz, Blanke Hans di Liliencron per l'omonima canzone inclusa nell'album Regenballade mentre nel 2015 il gruppo metal Santiano incluse nell'album Von Liebe, Tod und Freiheit una canzone intitolata Rungholt, anch'essa contenente parte delle liriche del poema di Liliencron.